# 후한 영제

한 효령황제 유굉(漢 孝靈皇帝 劉宏, 156년 ~ 189년, 재위 168년 ~ 189년)은 중국 후한의 제12대 황제이다. 재위 중의 잇따른 재해와 소규모 반란, 그리고 황건의 난 등으로 그의 사후, 군웅할거 시대가 열리게 되고, 이는 삼국시대로 이어진다.
장제(章帝)의 고손자이다. 할아버지는 해독정후(解瀆亭侯) 유숙(劉淑), 아버지는 해독정후(解瀆亭侯) 유장이며, 어머니는 후한 환제의 5촌 조카인 동태후이다.

## 생애
슬하에 자식이 없던 당숙 환제의 후계자로 지목되어, 168년에 13세의 나이로 제위에 올랐다. 환제 때부터 환관들이 강력한 권력을 가지고 있었지만, 영제 즉위 바로 다음 해부터 두무(竇武)와 진번 등이 환관들을 배척할 계획을 세운다. 그러나 그 계획은 들통나, 환관들은 역습을 하여, 환제 시대의 외척들과 거기에 합류했던 진번과 이응(李膺) 같은 사대부들을 몰아내고, 조절, 후람, 왕보 같은 환관들이 권력을 잡았다.
그 후로도 청류파(清流派)라고 자칭하는 사람들이 환관들과 거기에 내응하는 사람들을 탁류(濁流)라고 부르며 저항했지만, 당고의 옥이라고 불리는 사건에 의해서 진압되었다.
172년, 후람이 죄를 짓고 고발을 받아 자살을 한 뒤, 왕보가 발해왕(渤海王)인 유리(劉悝)를 반역자로 몰아 자살케 하는 등 권세를 떨쳤으나, 179년에 양구(陽球)가 왕보를 탄핵해 왕보를 죽였다. 그리고 나머지 환관 세력들의 거물이었던 조절은 반격을 개시해, 양구(陽球)와 진구(陳球)를 모략해 죽이고, 181년에야 천수를 누린 후 죽었다.
이 기간 동안 강족과 선비족 같은 이민족들의 침입이 일어나고, 천재지변이 많이 발생하며, 각 지방에서는 반란이 많이 일어났다. 이때 장환(張奐), 단경(段熲), 황보규(皇甫規) 같은 사람들이 이런 반란들을 진압하는 데 분주했지만, 영제 자신은 궁전내에서 상인(商人)의 흉내를 내거나 술과 여자들에 빠져 조정에 관심을 나타내지 않아, 정치의 실권은 이윽고 장양과 조충 등의, 십상시라고 불리는 환관들에게 넘어가게 된다.
영제는 학문을 중시해서 175년에는 유학의 경전을 바로잡을 목적으로 신하들의 권유에 따라, 희평석경(熹平石経)을 만들었다. 177년에는 서화(書画)를 잘 그리는 사람들을 모아, 홍도문학(鴻都門学)이라고 부르는 학문을 열었다. 희평석경을 만드는데 진력한 채옹은 홍도문학을 비판하며 간언하였으나 정작 영제는 채옹의 말을 듣지 않았다.
사회가 불안정하던 184년, 대현량사(大賢良師)라고 칭하는 장각 등이 황건의 난을 일으켰다. 황건의 난에 의해 후한 왕조는 위기에 몰렸지만, 동탁이나 황보숭, 주준 등의 지방 호족의 협력과 장각의 급사에 의해서 진압에 성공하였다. 그러나 반란에 의해 후한 정규군의 무력화가 드러나, 지방 호족들이 대두하게 되는 계기가 되었다. 장연이나 장순, 한수 같은 인물들이 각지에서 반란을 일으켜, 공손찬이나 손견 등이 그들을 진압해 공적을 올렸다.
그 후에도 매관과 같은, 금권정치를 하고, 뇌물이 필요한 정치를 하는 등, 매관에 의해서 관직을 얻은 사람들의 가렴주구(苛斂誅求)에 의해, 국민들의 경제력은 피폐해지고, 동시에 치안의 악화를 야기했기 때문에, 후한의 국력은 더더욱 쇠퇴해 나갈 수 없었다.
한편 매관에 의해서 관직을 얻은 인물은 최열(崔烈), 번능(樊陵), 조숭(曹嵩)이 있다. 이때 영제는 황후였던 송씨를 폐립하고, 하씨를 황후로 앉히고 하씨의 오빠인 하진을 대장군으로 삼자, 하진은 내시에게 불만을 가졌던 원소의 지지를 받아, 하진과 십상시와의 대립은 깊어져 갔다. 동시에, 하황후와 영제의 친어머니인 동태후 사이의 갈등도 깊어졌다.
188년에는 영제는 서원팔교위(西園八校尉)라는 제도를 설치해서, 신임하는 내시였던 건석에 의해 하진이나 원소, 조조를 통솔시켰다. 또 유언의 제안을 받아들여 자사(刺史)라는 제도를 부활시켰다.
189년, 영제는 국내가 한층 시끄러운 가운데 34살 나이로 붕어했다. 후계자를 명확하게 정하지 않고 붕어했기 때문에, 붕어 후에 유변(劉辯)과 유협(劉協) 사이에서의 황위 계승 싸움이 일어나게 되었다.
영제 시대는 십상시 같은 내시를 중용하고 민중들에게 무거운 부역을 부담하게 하여, 민심은 완전하게 떠나게 되었다. 황건의 난의 결과는, 황제 권력이 쇠퇴해지고, 지방 호족의 힘이 강대화되어, 삼국시대의 전단계가 만들어졌다.
설상가상 십상시들이 영제의 귀와 눈을 막고 국정을 임의로 처리하여, 곳곳에서 반란의 조짐이 보였고, 결국 184년에 황건의 난이 발발하여, 점점 쇠퇴해 가던 후한에 결정타를 날렸다. 얼마 안 가 이 반란은 진정되었으나, 주색에 빠져 몸이 허약했던 영제는 중병에 걸렸다. 후계자 문제, 그리고 어머니 동태후와 부인 하황후, 그 오빠 대장군 하진 간의 암투에 휘말리기도 했다. 189년에 34세의 젊은 나이로 사망하였다.

## 삼국지연의에서
영제가 즉위했을 때, 구렁이가 궁전 안에 나타나고 암탉이 수탉이 되는 등 흉흉한 일이 계속 발생하자, 의랑 채옹 등이 흉사가 계속되는 것은 나라를 망치는 십상시 때문이라고 상소를 올렸다. 그 당시 궁궐 안의 권력을 쥐고 있던, 환관 십상시들은 그들을 파직시켰다.

## 기타
본인은 손견과 나이가 동일했으며, 장남 후한 소제 유변은 마초와 나이가 동일했다. 차남 후한 헌제 유협은 제갈량과 생몰년이 동일했다.

## 친족관계
- 부친 : 해독정후(解瀆亭侯) 유장
- 모친 : 효인황후(동태후)
- 황후 : 송황후
- 계후 : 영사황후(하태후)
  - 장남 후한 소제
- 계후 : 영회황후(왕미인)
  - 차남 후한 헌제
- ?
  - 만년공주(萬年公主) - 생몰미상
  - 내황공주(內黃公主) - 생몰미상

## 기년
| 영제        | 원년                           | 2년        | 3년        | 4년        | 5년                 | 6년        | 7년                 | 8년        | 9년        | 10년       |
| ----------- | ------------------------------ | ---------- | ---------- | ---------- | ------------------- | ---------- | ------------------- | ---------- | ---------- | ---------- |
| 서력 (西曆) | 168년                          | 169년      | 170년      | 171년      | 172년               | 173년      | 174년               | 175년      | 176년      | 177년      |
| 간지 (干支) | 무신(戊申)                     | 기유(己酉) | 경술(庚戌) | 신해(辛亥) | 임자(壬子)          | 계축(癸丑) | 갑인(甲寅)          | 을묘(乙卯) | 병진(丙辰) | 정사(丁巳) |
| 연호 (年號) | 영강(永康) 2년 건녕(建寧) 원년 | 2년        | 3년        | 4년        | 5년 희평(熹平) 원년 | 2년        | 3년                 | 4년        | 5년        | 6년        |
| 영제        | 11년                           | 12년       | 13년       | 14년       | 15년                | 16년       | 17년                | 18년       | 19년       | 20년       |
| 서력 (西曆) | 178년                          | 179년      | 180년      | 181년      | 182년               | 183년      | 184년               | 185년      | 186년      | 187년      |
| 간지 (干支) | 무오(戊午)                     | 기미(己未) | 경신(庚申) | 신유(辛酉) | 임술(壬戌)          | 계해(癸亥) | 갑자(甲子)          | 을축(乙丑) | 병인(丙寅) | 정묘(丁卯) |
| 연호 (年號) | 7년 광화(光和) 원년            | 2년        | 3년        | 4년        | 5년                 | 6년        | 7년 중평(中平) 원년 | 2년        | 3년        | 4년        |
| 영제        | 21년                           | 22년       |            |            |                     |            |                     |            |            |            |
| 서력 (西曆) | 188년                          | 189년      |            |            |                     |            |                     |            |            |            |
| 간지 (干支) | 무진(戊辰)                     | 기사(己巳) |            |            |                     |            |                     |            |            |            |
| 연호 (年號) | 5년                            | 6년        |            |            |                     |            |                     |            |            |            |

## 같이 보기
- 외척
- 삼국지 인물 목록